# رد بی (نیوفاندلند و لابرادور)
رد بی (به انگلیسی: Red Bay) یک منطقهٔ مسکونی در کانادا است که در نیوفاندلند و لابرادور واقع شده‌است. رد بی ۱٫۵۸ کیلومتر مربع مساحت و ۲۲۷ نفر جمعیت دارد و ۱۰ متر بالاتر از سطح دریا واقع شده‌است.